# Roa (Fahrzeugmarke)
Roa war eine spanische Motorrad- und Automarke.

## Unternehmensgeschichte
Das Unternehmen Industrias Motorizadas Onieva SA aus Madrid fertigte unter Leitung von Rafael Onieva Ariza bereits seit 1952 Motorräder, als es 1958 auf einer Messe in Barcelona ein Auto vorstellte. Während die Automobilproduktion bereits Mitte 1959 endete, lief die Motorradproduktion bis 1967.

## Fahrzeuge

### Motorräder
Die Motorräder verfügten über Zweitaktmotoren von Hispano Villiers. Motoren mit 49 cm³, 198 cm³ und 325 cm³ Hubraum standen zur Auswahl.

### Automobile
Das einzige selbst entwickelte Modell war ein Rollermobil, ein Coupé mit drei Rädern, bei dem sich das einzelne Rad hinten befand. Es ähnelte der BMW Isetta, verfügte allerdings über einen längeren Radstand und einen längeren hinteren Überhang. Der Innenraum bot Platz für zwei Personen. Für den Antrieb sorgte wahlweise ein Einzylinder-Zweitaktmotor von Hispano Villiers mit 197 cm³ Hubraum oder ein Zweizylindermotor mit 250 cm³ Hubraum und 15 PS Leistung. Der Motor war im Heck montiert und trieb das Hinterrad an. Es entstanden nur sechs Exemplare, von denen mindestens eines heute noch existiert.
Außerdem entstanden 1960 zwölf Exemplare eines vierrädrigen Pritschenwagens, der dem Farmobil ähnelte. Ein BMW-Zweizylindermotor mit 600 cm³ Hubraum trieb das Fahrzeug an.